# Ordine esecutivo 13991

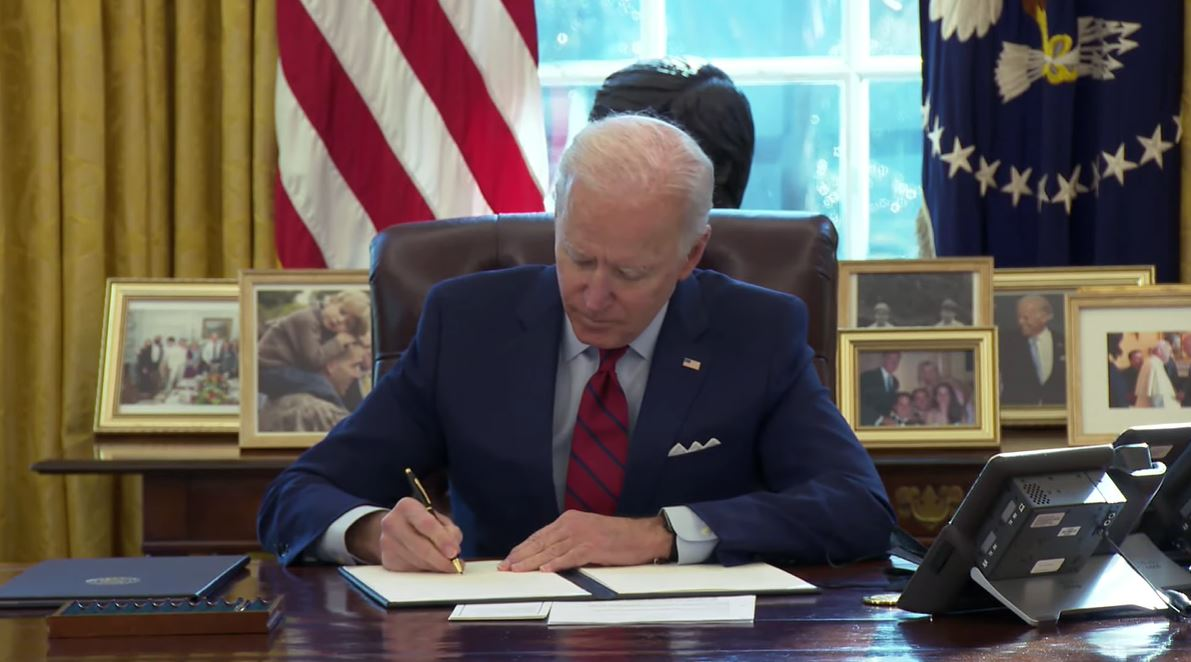
Il presidente Biden firma una serie di ordini esecutivi tra cui l'ordine 13991 poco dopo la sua inaugurazione il 20 gennaio 2021.

L'ordine esecutivo 13991, ufficialmente intitolato Protecting the Federal Workforce and Requiring Mask-Wearing (e indicato anche come 100 Day Masking Challenge) è un ordine esecutivo firmato dal presidente degli Stati Uniti Joe Biden il 20 gennaio 2021, che richiede l'uso della maschera di protezione delle vie respiratorie su tutte le terre federali e in tutti gli edifici federali. Richiede anche il mantenimento delle distanze sociali negli edifici federali. L'ordine è stato revocato nel 2024.

## Panoramica
L'ordine esecutivo richiede che gli individui indossino maschere per il viso e pratichino l'allontanamento sociale in tutte le proprietà federali e in tutte le terre federali a livello nazionale. Questo è stato il primo vero ordine esecutivo firmato dal presidente Biden, e il primo di 15 ordini esecutivi firmati quel giorno.